# Colossopus grandidieri
Colossopus grandidieri är en insektsart som beskrevs av Henri Saussure 1899. Colossopus grandidieri ingår i släktet Colossopus och familjen vårtbitare. Inga underarter finns listade i Catalogue of Life.